# Гремячий (Алексеевский район)
Гремя́чий — хутор в Алексеевском районе Волгоградской области России. Входит в Рябовское сельское поселение.

## География
Хутор расположен в 48 км юго-западнее станицы Алексеевской (по дороге — 68 км), 10 км юго-западнее хутора Рябовский (по дороге — 16 км) на речке, протекающей в балке Гремячая.
В окрестностях хутора — два пруда.

## Население
| 2010 |
| ---- |
| 0    |

## Инфраструктура
Дороги грунтовые, хутор не газифицирован. Начальная школа.